# Двигатель Toyota PZ
Toyota 1PZ — 3,5-литровый (3469 см3) рядный пятицилиндровый десятиклапанный дизельный двигатель внутреннего сгорания с клапанным механизмом SOHC.

## Технические характеристики
Диаметр цилиндра и ход поршня двигателя Toyota PZ составляют 94 мм × 100 мм, а степень сжатия — 22,7:1. Его мощность составляет 85 кВт (114 л. с.) при 4000 об/мин, а крутящий момент — 230 Н⋅м при 2600 об/мин.
1PZ является пятицилиндровым вариантом 1HZ, с которым он разделяет многие внутренние компоненты.

## Устанавливался на
- Toyota Land Cruiser 70
- Toyota Coaster HBB20